# Éric Besnard
Éric Besnard (15 marzo 1964) è uno sceneggiatore e regista francese.

## Biografia
Figlio del regista francese Jacques Besnard, Éric Besnard ha studiato scienze politiche. Dagli anni '90 in poi, ha lavorato come regista e sceneggiatore ed è stato coinvolto in più di 15 progetti.

## Filmografia

### Regista e sceneggiatore
- Une belle âme – cortometraggio (1994)
- Le Sourire du clown (1999)
- Cash - Fate il vostro gioco (Ca$h) (2008)
- 600 kilos d'or pur (2010)
- Mes héros (2012)
- Le Goût des merveilles (2015)
- L'Esprit de famille (2020)
- Délicieux - L'amore è servito (Délicieux) (2021)
- Les choses simples (2023)
- Louise Violet (2024)

### Solo sceneggiatore
- Cash Truck (Le Convoyeur), regia di Nicolas Boukhrief (2004)
- L'antidoto (L'Antidote), regia di Vincent de Brus (2005)
- Travaux - Lavori in casa (Travaux, on sait quand ça commence...), regia di Brigitte Roüan (2005)
- Le Nouveau Protocole, regia di Thomas Vincent (2008)
- Babylon A.D., regia di Mathieu Kassovitz (2008)
- L'Italien, regia di Olivier Baroux (2010)
- À l'aveugle, regia di Xavier Palud (2012)
- Entre amis, regia di Olivier Baroux (2015)
- Made in France - Obiettivo Parigi (Made in France), regia di Nicolas Boukhrief (2015)
- L'Empereur de Paris, regia di Jean-François Richet (2018)